# Neville Bowles Chamberlain

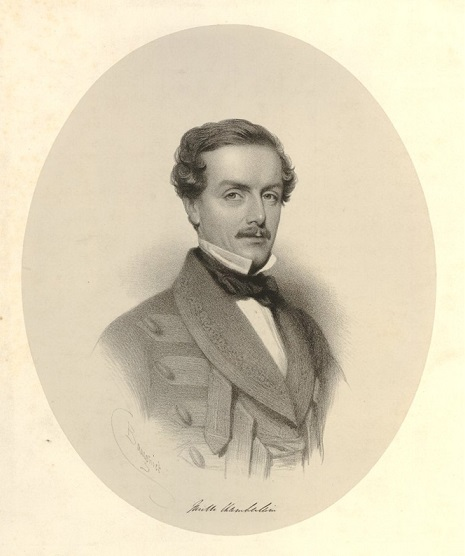
Neville Bowles Chamberlain

Neville Bowles Chamberlain, född 10 januari 1820 i Rio de Janeiro, död 18 februari 1902 i Southampton, var en brittisk-indisk militär. Han anses ha varit en av den brittisk-indiska arméns skickligaste officerare.
Chamberlain föddes i Brasilien, där hans far sir Henry Chamberlain var brittisk generalkonsul. Han åtföljde 1839 Keanes expedition till Afghanistan, deltog 1848-1849 i Punjab-fälttåget, blev 1857 generaladjutant vid den armé, som låg framför Delhi, och 1876 generallöjtnant och överbefälhavare i Madras. 
År 1878 ställdes Chamberlain i spetsen för en brittisk beskickning till Kabul, vars avvisande blev den närmaste anledningen till andra anglo-afghanska kriget. År 1886 (1889) tog han avsked ur krigstjänsten, och utnämndes 25 april 1900 till fältmarskalk. 
Chamberlain var gift med Charlotte Reid men fick inga barn. Han var bror till konteramiral William Charles Chamberlain, och således farbror till Basil Hall Chamberlain och rasteoretikern Houston Stewart Chamberlain.